# تپه آل هاشم
تپه آل هاشم مربوط به دوران‌های تاریخی پس از اسلام است و در شهرستان ترکمن، بخش گمیشان، روستای یاخ سین تپه واقع شده و این اثر در تاریخ ۱۰ خرداد ۱۳۸۲ با شمارهٔ ثبت ۸۸۶۸ به‌عنوان یکی از آثار ملی ایران به ثبت رسیده است.